# Фильмография Конрада Фейдта

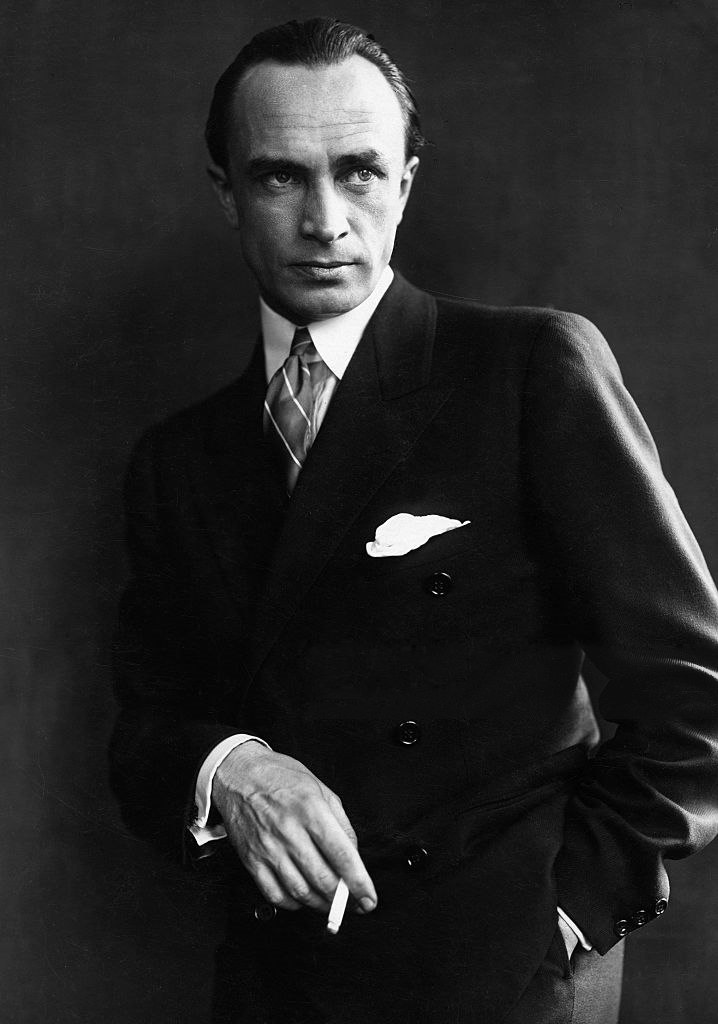
Конрад Фейдт в 1926 году

Фильмография немецкого актёра Конрада Фейдта (1893—1943) содержит работы в немых и звуковых фильмах, в которых он участвовал на протяжении 26 лет своей актёрской карьеры. Начиная со своего дебюта в кино в 1917 году и вплоть до своего последнего участия в 1943 году, Фейдт сыграл в более чем ста фильмах, большинство из которых в настоящее время считаются утерянными.
В начале своей карьеры он часто появлялся вместе с Анитой Бербер и Райнхольдом Шюнцелем в просветительских фильмах и исторических мелодрамах, снятых режиссёром Рихардом Освальдом. Среди них особое признание получил фильм «Не такой как все» (1918), в котором Фейдт исполнил роль скрипача-гомосексуала, совершившего самоубийство из-за шантажа. Несмотря на запрет во многих немецких городах и действие параграфа 175 Уголовного кодекса Германии, фильм получил положительные критические отзывы и одобрение зрителей. В этот период Фейдт также попробовал себя в режиссуре и снял два полнометражных фильма, не получивших ожидаемого успеха: «Безумие» (1919) и «Ночь в Гольденхалле» (1920). Наибольшую известность ему принесла роль убийцы-сомнамбулы в картине Роберта Вине «Кабинет доктора Калигари» (1920). Этот фильм стал одним из самых успешных и знаковых в карьере актёра и положил начало концепции «экспрессионистского кино» или «калигаризма». Роль Чезаре, наряду с другими ролями в фильмах ужасов и предопределила его амплуа «демона немецкого кино».
Как отмечал биограф Джерри Аллен, благодаря своей характерной худощавой фигуре и выразительному лицу, Фейдт часто воплощал на экране экзотических, странных и одержимых персонажей. Его наиболее запоминающиеся роли пришлись на первую половину 1920-х годов: индийский князь, охваченный жаждой мести в фильме «Индийская гробница» (1921), обезумевший русский царь в «Кабинет восковых фигур» (1924), пианист с пришитыми руками казнённого преступника в «Руки Орлака» (1924) и студент, заключивший сделку с дьяволом в «Пражский студент» (1926). Среди его работ, снятых в Голливуде с 1926 по 1929 год, самым успешным стал фильм Пауля Лени «Человек, который смеётся» (1928) по одноименному роману Виктора Гюго; в нём Фейдт сыграл циркового клоуна, лицо которого было обезображено жуткой смеющейся гримасой. В дальнейшем воплощенный им персонаж Гуинплен послужил визуальным прообразом для создания злодея Джокера в комиксах о Бэтмене.
С появлением звуковых фильмов Фейдт активно снимался в Германии, сыграв героических персонажей в нескольких военных фильмах: «Последняя компания» (1930), «Обратная сторона» (1931) и «Чёрный гусар» (1932). Помимо этого, он принимал участие в музыкальном фильме «Конгресс танцует» (1931), где предстал в образе циничного интригана князя Меттерниха, в биографической драме «Распутин: Демон женщин» (1932) в роли мистического целителя Григория Распутина, а также в триллере британского производства «Римский экспресс» (1932) в роли отъявленного преступника Зурты.
После прихода нацистов к власти в 1933 году и вынужденной эмиграции Фейдт продолжал сниматься в Великобритании, а позже в США. Он снялся во многих британских фильмах, среди которых наиболее успешными были «Спускаясь с третьего этажа» (1935), «Шпион в черном» (1939) и «Багдадский вор» (1940). С начала 1940-х годов и до своей смерти Фейдт снимался в голливудских фильмах, где ему преимущественно доставались роли нацистов. Одна из таких ролей — обходительного, но опасного нацистского майора Генриха Штрассера в романтической драме «Касабланка» (1942) стала последней значительной работой в карьере Фейдта. Этот фильм был удостоен трёх премий «Оскар», в том числе в категории «лучший фильм», а в 1989 году был внесён в Национальный реестр фильмов Библиотеки Конгресса США. Последним фильмом с участием Фейдта стал шпионский триллер «Вне подозрений», который был выпущен уже после кончины актёра в 1943 году.

## Фильмография в кинематографе

### Немые фильмы

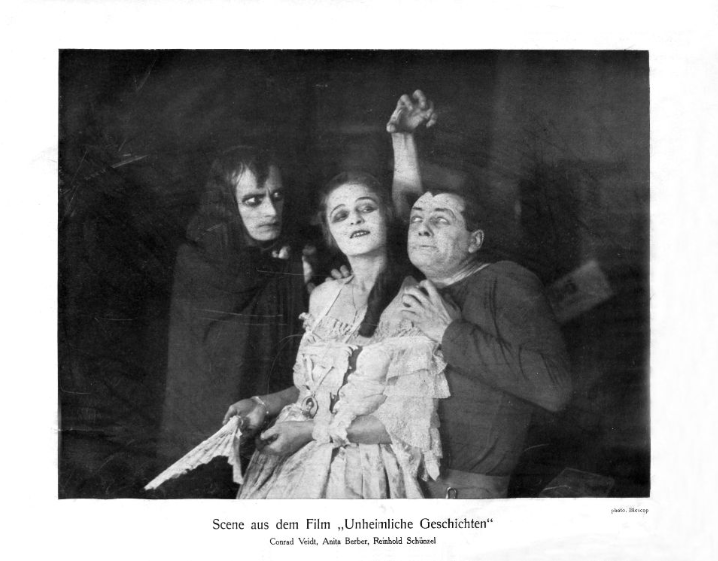
Сцена из фильма «Зловещие истории», 1919 год. Конрад Фейдт, Анита Бербер, Райнхольд Шюнцель

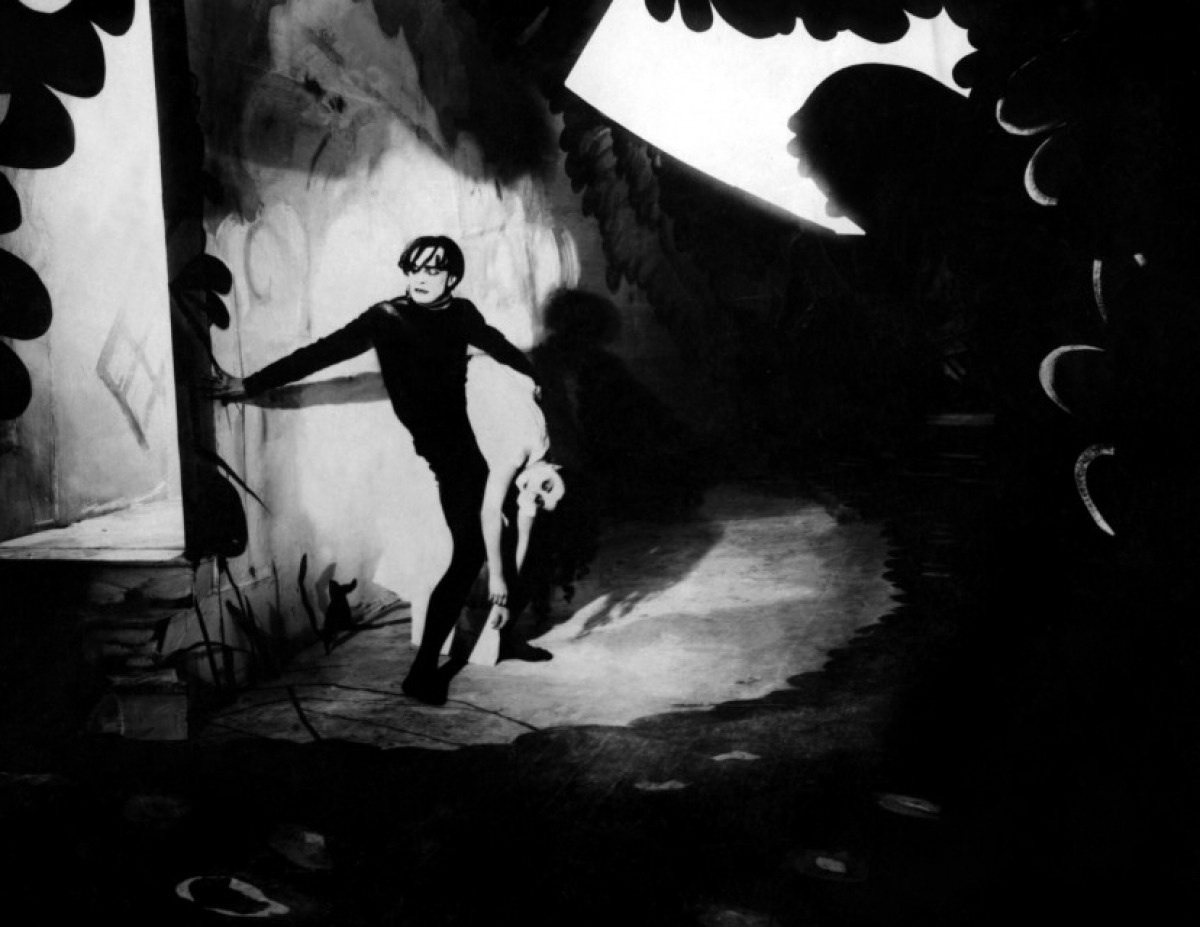
Фейдт и Лиль Даговер в «Кабинет доктора Калигари», 1920 год

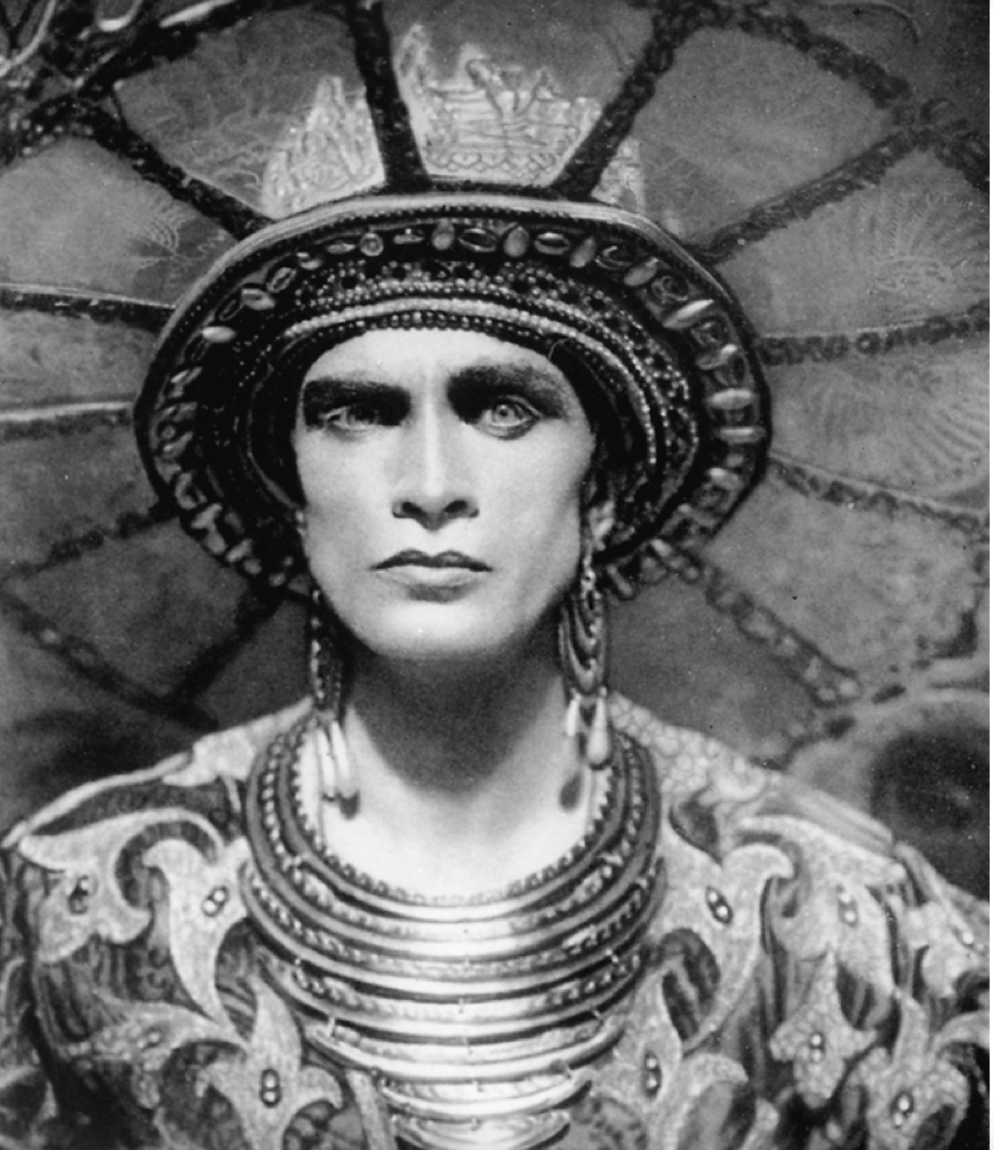
Фильм «Индийская гробница», 1921 год

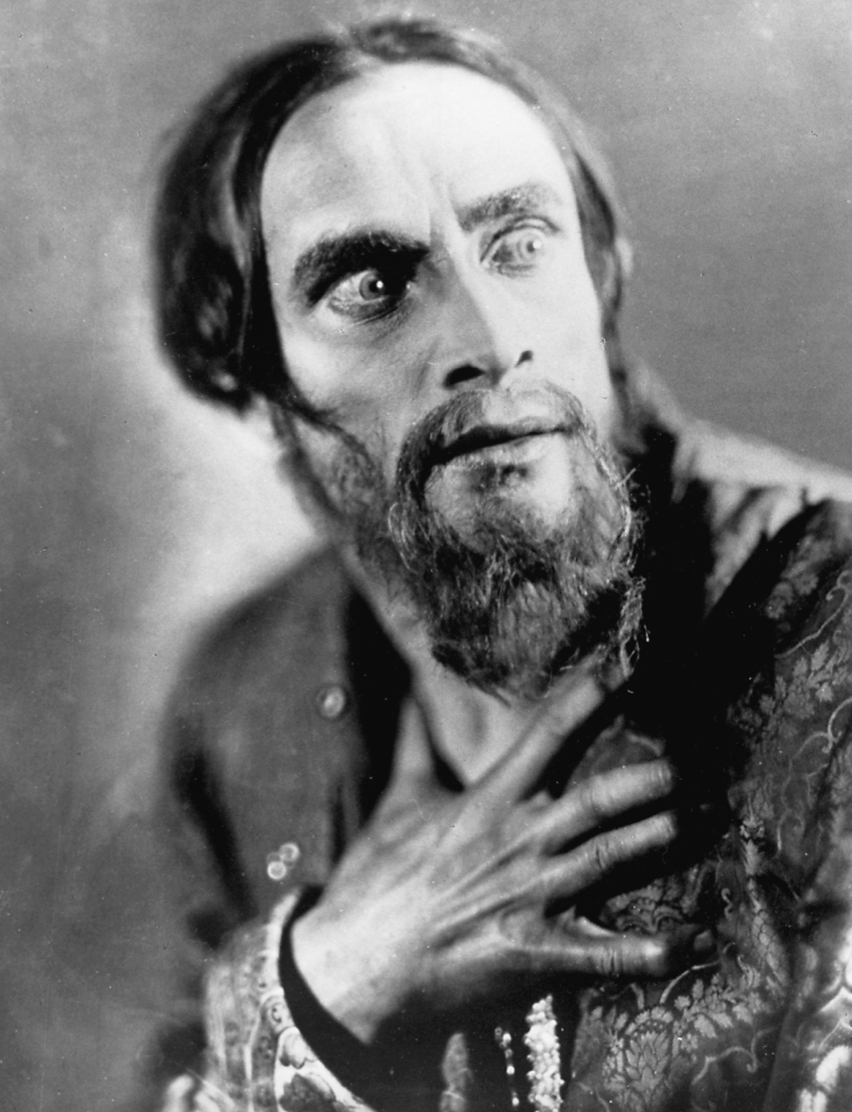
Фейдт в роли Ивана Грозного в «Кабинет восковых фигур», 1924 год

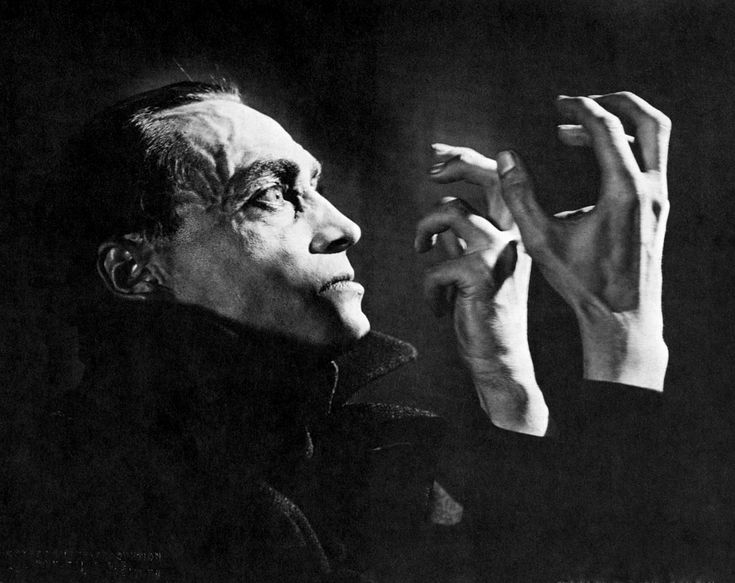
«Руки Орлака», 1924 год

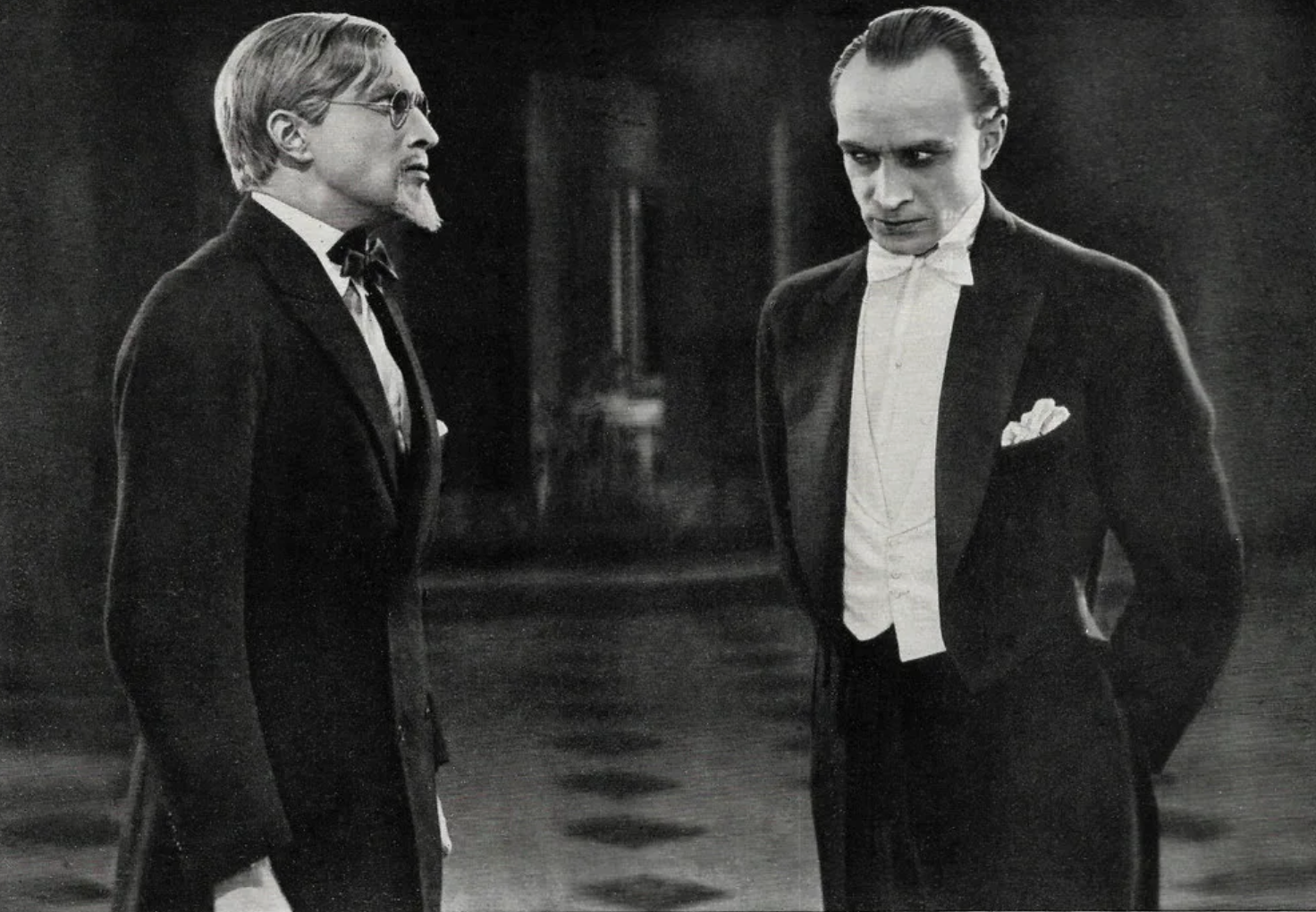
Фейдт в двойной роли братьев-близнецов в фильме «Братья Шелленберг», 1926 год

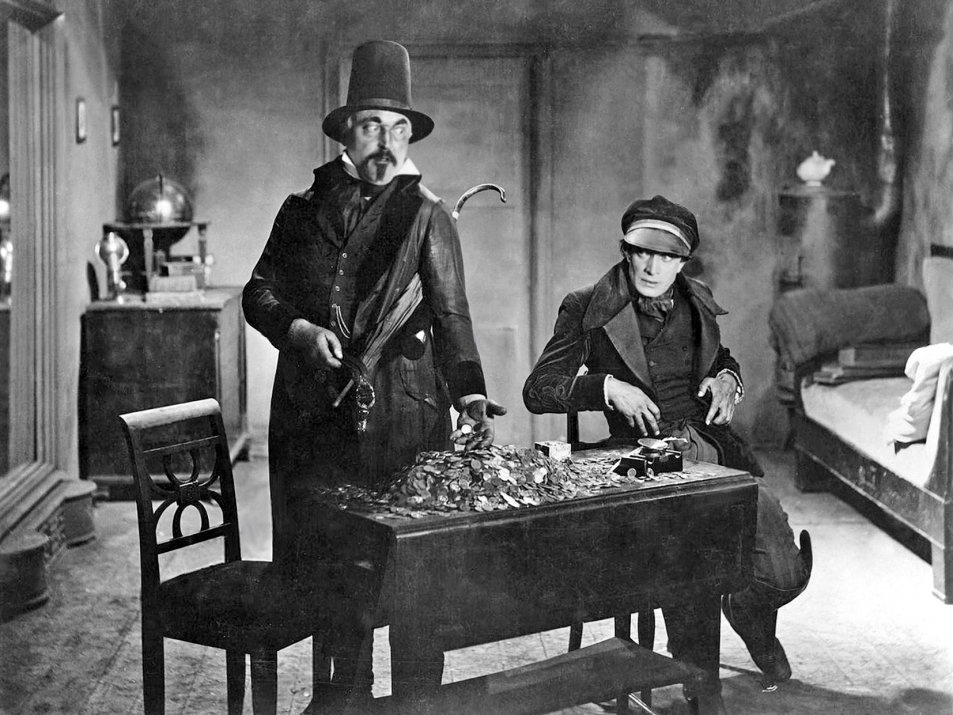
Фейдт и Вернер Краус в фильме «Пражский студент», 1926 год

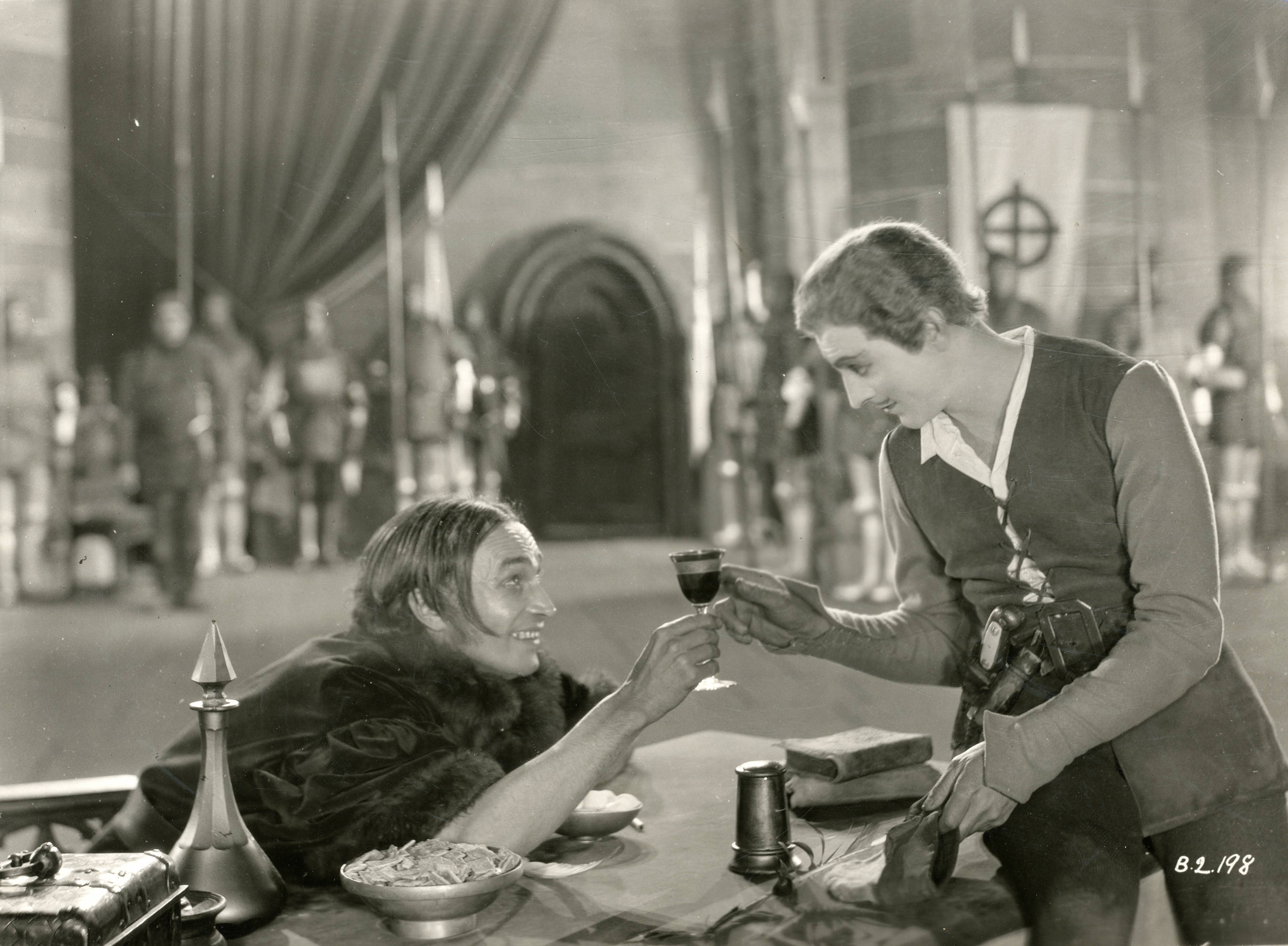
С Джоном Берримором в фильме «Любимый плут», 1927 год

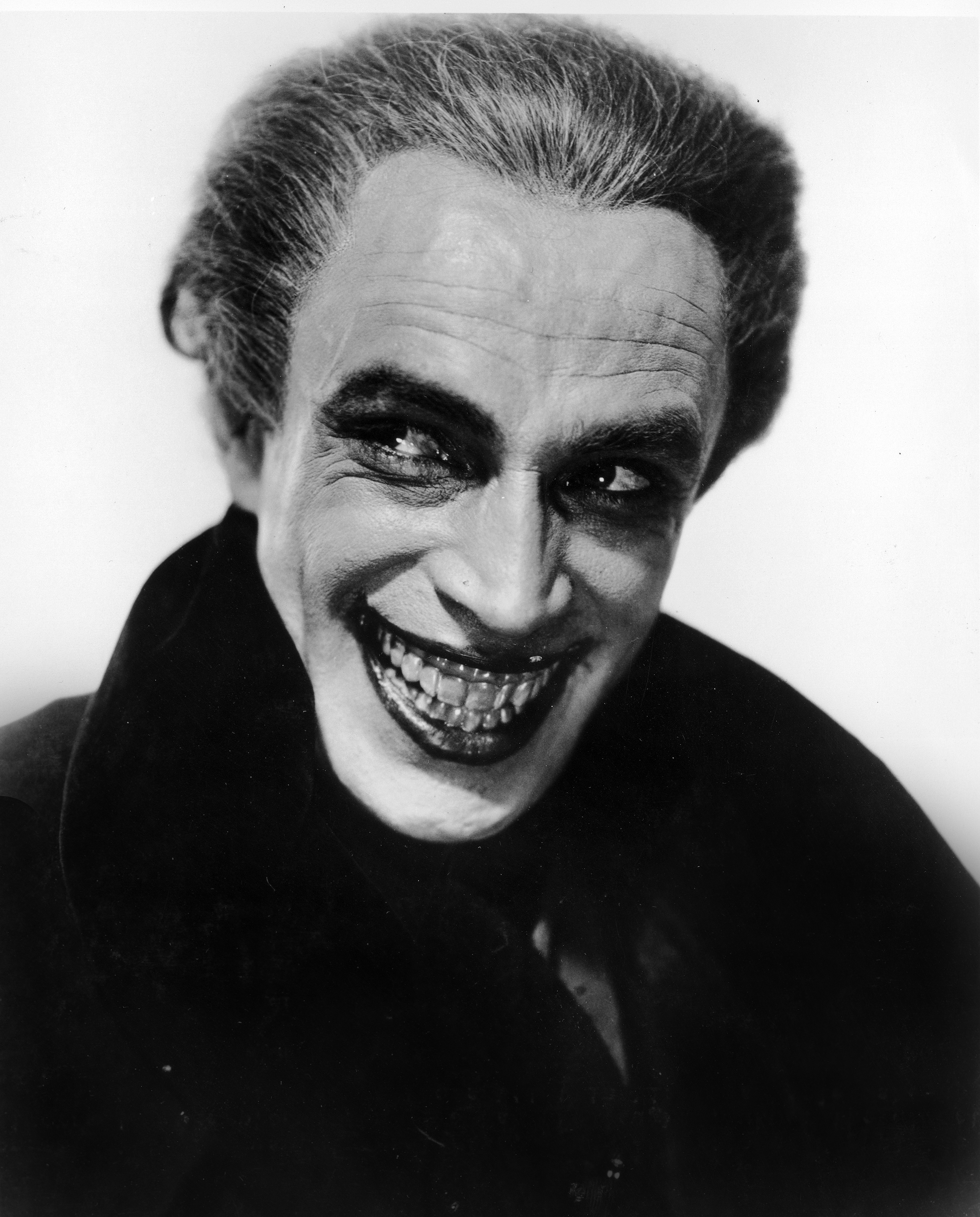
Конрад Фейдт в фильме «Человек, который смеётся», 1928 год

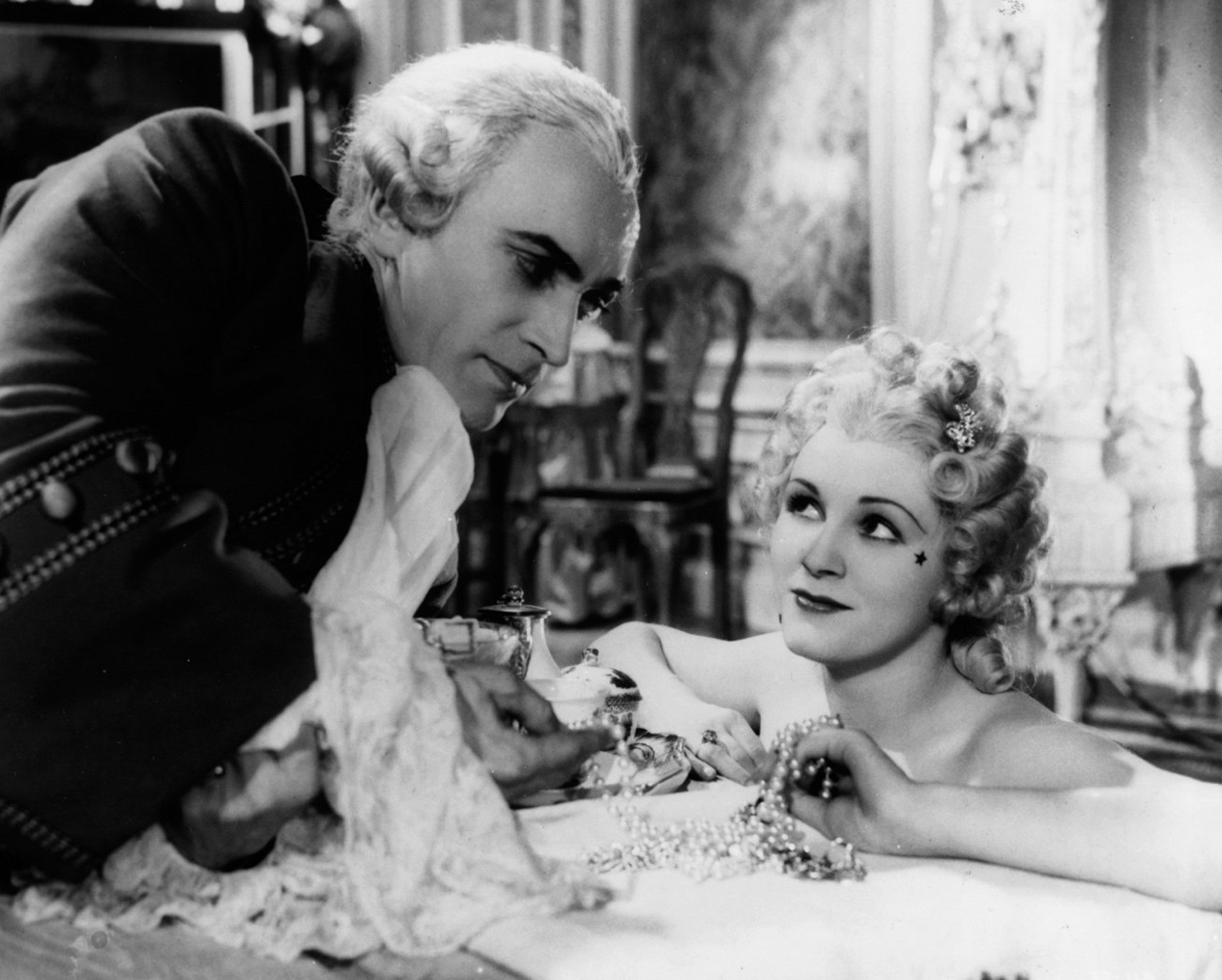
С Бенитой Хьюм в фильме «Еврей Зюсс», 1934 год

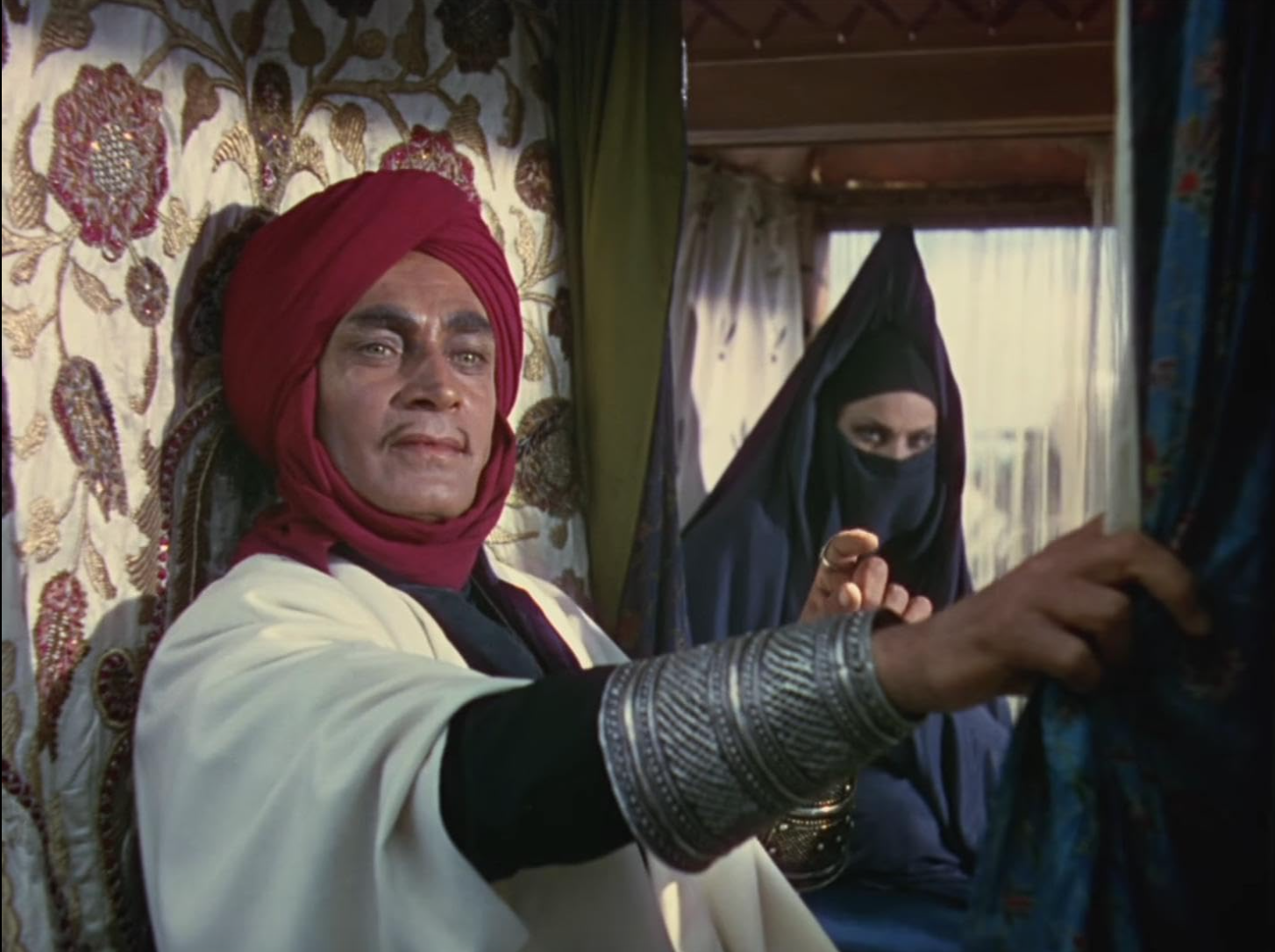
Фильм «Багдадский вор», 1940 год

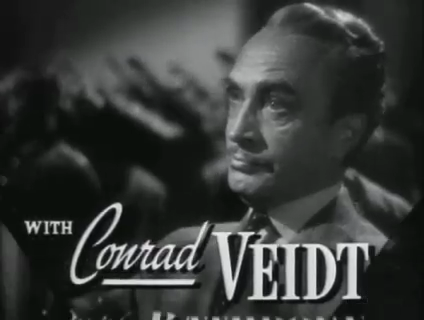
Скриншот трейлера к фильму «Вне подозрений», 1943 год

| Год  |   | Русское название                   | Оригинальное название                    | Роль |
| ---- | - | ---------------------------------- | ---------------------------------------- | --- |
| 1917 | ф | Путь смерти                        | нем. Der Weg des Todes                   | Рольф / (нем. Rolf) утер.фил. |
| 1917 | ф | Когда мертвые заговорят            | нем. Wenn Tote sprechen                  | Ричард фон Ворт / (нем. Richard von Worth) утер.фил.                                                                                            |
| 1917 | ф | Шпион                              | нем. Der Spion                           | Штайнау / (нем. Steinau) утер.фил. |
| 1917 | ф | Страх                              | нем. Furcht                              | индийский священник / (нем. Indian Priest) |
| 1918 | ф | Тайна Бангалора                    | нем. Das Rätsel von Bangalor             | Динья / (нем. Dinja) утер.фил. |
| 1918 | ф | Дневник потерянной женщины         | нем. Das Tagebuch einer Verlorenen       | доктор Джулиус / (нем. Dr. Julius) утер.фил. |
| 1918 | ф | История Диды Ибсен                 | нем. Dida Ibsens Geschichte              | Эрик Норренсен / (нем. Erik Norrensen) |
| 1918 | ф | Дом трех девушек                   | нем. Das Dreimäderlhaus                  | барон Шобер / (нем. Baron Schober) утер.фил. |
| 1918 | ф | Да будет свет! (4 часть)           | нем. Es werde Licht!                     | герр Крамер / (нем. Herr Kramer) утер.фил. |
| 1918 | ф | Коломба                            | нем. Colomba                             | Хенрик ван Рейн / (нем. Henrik van Rhyn) утер.фил.                                                                                              |
| 1918 | ф | История Джеттхена Геберта          | нем. Jettchen Geberts Geschichte         | Фридрих Кёстлинг / (нем. Friedrich Köstling) утер.фил.                                                                                          |
| 1918 | ф | Генриетта Якоби                    | нем. Henriette Jacoby                    | Фридрих Кёстлинг / (нем. Friedrich Köstling) утер.фил.                                                                                          |
| 1918 | ф | Жертва общества                    | нем. Opfer der Gesellschaft              | прокурор Кризандер / (нем. Staatsanwalt Chrysander) утер.фил.                                                                                   |
| 1919 | ф | Ноктюрн любви                      | нем. Nocturno der Liebe                  | Фредерик Шопен / (нем. Frederic Chopin) утер.фил.                                                                                               |
| 1919 | ф | Японка                             | нем. Die Japanerin                       | секретарь Томас Харвелл / (нем. Sekretär Thomas Harwell) утер.фил.                                                                              |
| 1919 | ф | Опиум                              | нем. Opium                               | доктор Ричард Армстронг / (нем. Dr. Richard Armstrong)                                                                                          |
| 1919 | ф | Принц Кукушка                      | нем. Prinz Kuckuck                       | Карл Кракер / (нем. Karl Kraker) утер.фил. |
| 1919 | ф | Проституция (1-2 части)            | нем. Die Prostitution                    | Альфред Вернер / Гюнтер Хофер / (нем. Alfred Werner / Günter Hofer) утер.фил.                                                                   |
| 1919 | ф | Вокруг света за 80 дней            | нем. Die Reise um die Erde in 80 Tagen   | Филеас Фогг / (нем. Phileas Fogg) |
| 1919 | ф | Пер Гюнт (2 часть)                 | нем. Peer Gynt                           | Пуговичник / (нем. Knopfgiesser) утер.фил. |
| 1919 | ф | Не такой как все                   | нем. Anders als die Andern               | Пауль Кёрнер / (нем. Paul Körner) |
| 1919 | ф | Окарина                            | нем. Die Okarina                         | Яп Эден / (нем. Jaap Eden) утер.фил. |
| 1919 | ф | Мексиканка                         | нем. Die Mexikanerin                     | доктор фон Доссен / (нем. Dr. von Dossen) утер.фил.                                                                                             |
| 1919 | ф | Безумие                            | нем. Wahnsinn                            | банкир Фридрих Лоренцен / (нем. Friedrich Lorenzen, ein Bankier) утер.фил.                                                                      |
| 1919 | ф | Зловещие истории                   | нем. Unheimliche Geschichten             | Смерть / незнакомец / убийца / путешественник / президент клуба / муж / (нем. Der Tod / Fremder / Mörder / Reisender / Clubpräsident / Ehemann) |
| 1920 | ф | Ночные фигуры                      | нем. Nachtgestalten                      | клоун / (нем. Clown) утер.фил. |
| 1920 | ф | Сатана                             | нем. Satanas                             | Люцифер / Отшельник / Губетта / Гродски / (нем. Lucifer / Hermit / Gubetta / Grodsk) утер.фил.                                                  |
| 1920 | ф | Желание                            | нем. Sehnsucht                           | русский студент Иван / (нем. Ivan, junger russischer Student) утер.фил.                                                                         |
| 1920 | ф | Кабинет доктора Калигари           | нем. Das Cabinet des Dr. Caligari        | Чезаре / (нем. Cesare) |
| 1920 | ф | Хоровод                            | нем. Der Reigen                          | Питер Карван / (нем. Peter Karvan) |
| 1920 | ф | Пасьянс                            | нем. Patience                            | сэр Перси Паркер / (нем. Sir Percy Parker) утер.фил.                                                                                            |
| 1920 | ф | Ночь в Гольденхалле                | нем. Die Nacht auf Goldenhall            | лорд Реджинальд Голден / Харальд Голден / (нем. Lord Reginald Golden / Harald Golden) утер.фил.                                                 |
| 1920 | ф | Голова Януса                       | нем. Der Januskopf                       | доктор Уоррен / мистер О`Коннор / (нем. Dr. Warren / Mr. O'Connor) утер.фил.                                                                    |
| 1920 | ф | Глаза мира                         | нем. Die Augen der Welt                  | любовник Джулианны / (нем. Juliannes Liebhaber) утер.фил.                                                                                       |
| 1920 | ф | Темпераментный художник            | нем. Künstlerlaunen                      | Арпад Часло / (нем. Arpad Czaslo) утер.фил. |
| 1920 | ф | Курфюрстендамм                     | нем. Kurfürstendamm                      | Дьявол / (нем. der Teufel) утер.фил. |
| 1920 | ф | Моритурус                          | нем. Moriturus                           | Вильмос / (нем. Wilmos) утер.фил. |
| 1920 | ф | Вечер – Ночь – Утро                | нем. Abend – Nacht – Morgen              | Бриллберн / (нем. Brillburn) утер.фил. |
| 1920 | ф | Мемуары Манолеску                  | нем. Manolescus Memoiren                 | Манолеску / (нем. Manolescu) утер.фил. |
| 1920 | ф | Христиан Ваншаффе (1-2 части)      | нем. Christian Wahnschaffe               | Христиан Ваншаффе / (нем. Christian Wahnschaffe)                                                                                                |
| 1920 | ф | Граф фон Калиостро                 | нем. Der Graf von Cagliostro             | министр / (нем. Minister) утер.фил. |
| 1921 | ф | Упоение любви                      | нем. Liebestaumel                        | цыган Яленко / (нем. Jalenko, der Zigeuner) утер.фил.                                                                                           |
| 1921 | ф | Тайны Бомбея                       | нем. Das Geheimnis von Bombay            | поэт Тосси / (нем. Tossi, ein Dichter) |
| 1921 | ф | Люди в экстазе                     | нем. Menschen im Rausch                  | композитор, профессор Мунк / (нем. Professor Munk, Komponist) утер.фил.                                                                         |
| 1921 | ф | Путь в ночь                        | нем. Der Gang in die Nacht               | художник / (нем. Der Maler) |
| 1921 | ф | Любовные истории Гектора Далмора   | нем. Die Liebschaften des Hektor Dalmore | Гектор Далмор / (нем. Hektor Dalmore) |
| 1921 | ф | Тернистый путь Инге Краффт         | нем. Der Leidensweg der Inge Krafft      | Хендрик Оверленд / (нем. Hendryck Overland) утер.фил.                                                                                           |
| 1921 | ф | Проселочная дорога и большой город | нем. Landstrasse und Grossstadt          | скрипач Рафаэль / (нем. Raphael, der Geiger) |
| 1921 | ф | Леди Гамильтон                     | нем. Lady Hamilton                       | лорд Горацио Нельсон / (нем. Lord Horatio Nelson)                                                                                               |
| 1921 | ф | Индийская гробница (1-2 части)     | нем. Das indische Grabmal                | Айян III, магараджа Бенгалии / (нем. Ayan III, Maharadscha von Eschnapur)                                                                       |
| 1922 | ф | Лукреция Борджиа                   | нем. Lucrezia Borgia                     | Чезаре Борджиа / (нем. Cesare Borgia) |
| 1923 | ф | Паганини                           | нем. Paganini                            | Никколо Паганини / (нем. Niccolò Paganini) утер.фил.                                                                                            |
| 1923 | ф | Вильгельм Телль                    | нем. Wilhelm Tell                        | Гесслер / (нем. Gessler) |
| 1923 | ф | Блеск против счастья               | нем. Glanz gegen Glück                   | граф / (нем. Der Graf) утер.фил. |
| 1924 | ф | Карлос и Элизавета                 | нем. Carlos und Elisabeth                | Дон Карлос / Карл V / (нем. Don Carlos / Karl V)                                                                                                |
| 1924 | ф | Кабинет восковых фигур             | нем. Das Wachsfigurenkabinett            | Иван Грозный / (нем. Iwan der Schreckliche) |
| 1924 | ф | Руки Орлака                        | нем. Orlacs Hände                        | Пауль Орлак / (нем. Paul Orlac) |
| 1924 | ф | Ню                                 | нем. Nju                                 | поэт / (нем. ein Dichter |
| 1925 | ф | Судьба                             | нем. Schicksal                           | граф Л. М. Вранна / (нем. Graf L. M. Vranna) утер.фил.                                                                                          |
| 1925 | ф | Граф Костя                         | фр. Le comte Kostia                      | граф Костя / (фр. Comte Kostia) утер.фил. |
| 1925 | ф | Любовь слепа                       | нем. Liebe macht blind                   | доктор Ламар / (нем. Dr. Lamare) утер.фил. |
| 1925 | ф | Наследие Ингмара                   | швед. Ingmarsarvet                       | Хельгум / (швед. Helgum) |
| 1926 | ф | Скрипач из Флоренции               | нем. Der Geiger von Florenz              | отец Рене / (нем. Renées Vater) |
| 1926 | ф | Братья Шелленберг                  | нем. Die Brüder Schellenberg             | Вензель Шелленберг / Михаэль Шелленберг / (нем. Wenzel Schellenberg / Michael Schellenberg)                                                     |
| 1926 | ф | Смеем ли мы молчать?               | нем. Dürfen wir schweigen?               | художник Пауль Хартвиг / (нем. Paul Hartwig, Maler)                                                                                             |
| 1926 | ф | Крестовый поход женщины            | нем. Kreuzzug des Weibes                 | прокурор / (нем. Der Staatsanwalt) |
| 1926 | ф | Пражский студент                   | нем. Der Student von Prag                | студент Балдуин / (нем. Balduin, der Student)                                                                                                   |
| 1926 | ф | Бегство в ночь                     | нем. Die Flucht in die Nacht             | Генрих IV / (нем. Heinrich IV) |
| 1927 | ф | Любимый плут                       | англ. The Beloved Rogue                  | Людовик XI / (англ. Louis XI) |
| 1927 | ф | Прошлое человека                   | англ. A Man's Past                       | Пол Ла Рош / (англ. Paul La Roche) утер.фил. |
| 1928 | ф | Человек, который смеётся           | англ. The Man Who Laughs                 | Гуинплен / лорд Кленчарли / (англ. Gwynplaine / Lord Clancharlie)                                                                               |
| 1929 | ф | Последнее представление            | англ. The Last Performance               | Эрик Великий / (англ. Erik the Great) |

### Звуковые фильмы
| Год  |   | Русское название                   | Оригинальное название                     | Роль                                                                               |
| ---- | - | ---------------------------------- | ----------------------------------------- | ---------------------------------------------------------------------------------- |
| 1929 | ф | Земля без женщин                   | нем. Das Land ohne Frauen                 | Дик Эштон / (нем. Dick Ashton)                                                     |
| 1930 | ф | Последняя компания                 | нем. Die letzte Kompagnie                 | капитан Берк / (нем. Hauptmann Burk)                                               |
| 1930 | ф | Люди в клетке                      | нем. Menschen im Käfig                    | Гордон Кингсли / (нем. Gordon Kingsley) утер.фил.                                  |
| 1931 | ф | Человек, который совершил убийство | нем. Der Mann, der den Mord beging        | полковник маркиз де Севинье / (нем. Oberst Marquis de Sévigné)                     |
| 1931 | ф | Решающая ночь                      | нем. Die Nacht der Entscheidung           | генерал Григорий Платов / (нем. General Gregori Platoff) утер.фил.                 |
| 1931 | ф | Конгресс танцует                   | нем. Der Kongress tanzt                   | князь Меттерних / (нем. Fürst Metternich)                                          |
| 1931 | ф | Обратная сторона                   | нем. Die andere Seite                     | капитан Стэнхоуп / (нем. Hauptmann Stanhope)                                       |
| 1932 | ф | Распутин: Демон женщин             | нем. Rasputin                             | Григорий Распутин / (нем. Grigori Rasputin)                                        |
| 1932 | ф | Чёрный гусар                       | нем. Der schwarze Husar                   | ротмистр Хансгеорг фон Хохберг / (нем. Rittmeister Hansgeorg von Hochberg)         |
| 1932 | ф | Римский экспресс                   | англ. Rome Express                        | Зурта / (англ. Zurta)                                                              |
| 1932 | ф | ФП-1 не отвечает                   | англ. F.P.1 Doesn't Answer                | майор Эллисен / (англ. Maj. Ellissen)                                              |
| 1933 | ф | Я и императрица                    | нем. Ich und die Kaiserin                 | маркиз де Понтиньяк / (нем. Marquis de Pontignac)                                  |
| 1933 | ф | Я была шпионкой                    | англ. I Was a Spy                         | комендант Оберэрц / (англ. Commandant Oberaertz)                                   |
| 1933 | ф | Вечный жид                         | англ. The Wandering Jew                   | Маттафия / (англ. Mattathias)                                                      |
| 1934 | ф | Вильгельм Телль                    | нем. William Tell                         | Гесслер / (нем. Gessler)                                                           |
| 1934 | ф | Еврей Зюсс                         | англ. Jew Süss                            | Йозеф Зюсс Оппенгеймер / (англ. Josef Süss Oppenheimer)                            |
| 1934 | ф | Белла Донна                        | англ. Bella Donna                         | Махмуд Бароуди / (англ. Mahmoud Baroudi)                                           |
| 1935 | ф | Спускаясь с третьего этажа         | англ. The Passing of the Third Floor Back | незнакомец / (англ. The Stranger)                                                  |
| 1935 | ф | Король проклятых                   | англ. King of the Damned                  | осужденный 83 / (англ. Convict 83)                                                 |
| 1937 | ф | Мрачное путешествие                | англ. Dark Journey                        | барон Карл фон Марвиц / (англ. Baron Karl Von Marwitz)                             |
| 1937 | ф | Под кардинальской мантией          | англ. Under the Red Robe                  | Жиль де Беро / (англ. Gil de Berault)                                              |
| 1938 | ф | Буря над Азией                     | фр. Tempête sur l'Asie                    | Эрих Кит / (фр. Erich Keith)                                                       |
| 1938 | ф | Игрок в шахматы                    | фр. Le joueur d'échecs                    | барон Кемпелен / (фр. Le baron de Kempelen)                                        |
| 1939 | ф | Шпион в черном                     | англ. The Spy in Black                    | капитан Хардт / (англ. Captain Hardt)                                              |
| 1940 | ф | Контрабанда                        | англ. Contraband                          | капитан Андерсен / (англ. Captain Andersen)                                        |
| 1940 | ф | Багдадский вор                     | англ. The Thief of Bagdad                 | Джаффар / (англ. Jaffar)                                                           |
| 1940 | ф | Побег                              | англ. Escape                              | генерал Курт фон Кольб / (англ. General Kurt von Kolb)                             |
| 1941 | ф | Лицо женщины                       | англ. A Woman's Face                      | Торстен Бэрринг / (англ. Torsten Barring)                                          |
| 1941 | ф | Свист в темноте                    | англ. Whistling in the Dark               | Джозеф Джонс / (англ. Joseph Jones)                                                |
| 1941 | ф | Мужчины в ее жизни                 | англ. The Men in Her Life                 | Станислас Розинг / (англ. Stanislas Rosing)                                        |
| 1942 | ф | На протяжении всей ночи            | англ. All Through the Night               | Холл Эббинг / (англ. Hall Ebbing)                                                  |
| 1942 | ф | Нацистский агент                   | англ. Nazi Agent                          | Отто Беккер / барон Хьюго фон Детнер / (англ. Otto Becker / Baron Hugo von Detner) |
| 1942 | ф | Касабланка                         | англ. Casablanca                          | майор Генрих Штрассер / (англ. Major Heinrich Strasser)                            |
| 1943 | ф | Вне подозрений                     | англ. Above Suspicion                     | Хассерт Зейдель / (англ. Hassert Seidel)                                           |

### Другие появления
| Год  |     | Русское название    | Оригинальное название        | Роль                                                       |
| ---- | --- | ------------------- | ---------------------------- | ---------------------------------------------------------- |
| 1925 | док | Фильм в фильме      | нем. Der Film im Film        | играл самого себя                                          |
| 1927 | ф   | Законы любви        | нем. Gesetze der Liebe       | Пауль Кёрнер / архивные кадры из фильма «Не такой как все» |
| 1928 | док | Киногород Голливуда | нем. Die Filmstadt Hollywood | играл самого себя                                          |
| 1930 | ф   | Большая страсть     | нем. Die grosse Sehnsucht    | играл самого себя                                          |
| 1940 | ф   | Чудо звучания[A]    | англ. The Miracle of Sound   | играл самого себя / архивные кадры                         |

- A ↑ Короткометражный документальный фильм.

## Ссылка
- Conrad Veidt (англ.) на сайте Internet Movie Database
- Conrad Veidt — Filmography (англ.). AllMovie.